# Cisma dels escacs
Hom denomina cisma dels escacs la situació que van travessar els escacs mundials entre 1993 i 2005 després de l'enfrontament de Garri Kaspàrov amb la FIDE, que va provocar que el títol mundial es dividís en dos, el mantingut per la FIDE, i el de la PCA fundada per Kaspàrov. El títol no es va reunificar finalment fins al 2006.
Durant aquest període, els Campionats del Món d'escacs auspiciats per la FIDE des del 1998 fins al 2004 van seguir un format d'eliminatòria radicalment diferent al seguit en els matxs pel Campionat del Món d'escacs tradicionals. Els esdeveniments anteriors havien tingut llargs cicles de classificació, repartits al llarg de més d'un any, que culminaven amb un llarg matx (al millor de 20 o 24 partides) entre el campió regnant campió i un aspirant. De 1998 a 2004, però, la FIDE va organitzar el seu Campionat del Món com a esdeveniment únic durant aproximadament un mes, amb molts jugadors jugant matxs curts d'eliminatòries, més aviat a l'estil d'un torneig de tennis com ara Wimbledon.

## Rerefons
De 1948 a 1993, el campionat mundial d'escacs havia estat administrat per la FIDE. El 1993, el campió mundial d'escacs Garri Kaspàrov es va separar de la FIDE i va formar una organització rival, l'Associació Professional d'Escacs. La FIDE va desposseir Kaspàrov del seu títol, la qual cosa significa que des de llavors hi havia dos campionats rivals: el títol de la FIDE, en poder d'Anatoli Kàrpov, i el títol de la PCA, en poder de Kaspàrov. Kàrpov i Kaspàrov havien defensat amb èxit els seus títols al Campionat del Món d'escacs de la FIDE 1996 i al Campionat del món d'escacs de la PCA de 1995, respectivament.
Des de 1948 fins a 1996, els Campionats del Món d'escacs havien seguit un patró similar: se celebraven una sèrie de tornejos i matxs de classificació durant més d'un any, que culminaven amb el Torneig de Candidats. El guanyador del torneig de Candidats era el desafiant oficial pel títol mundial i jugaria amb el campió titular en un matx pel campionat del món. (El cicle de 1996 va ser una excepció, ja que el vigent campió del món va participar al torneig de Candidats com a semifinalista cap de sèrie).
L'any 1997, el president de la FIDE, Kirsan Iliumjínov, va proposar una estructura completament nova: un torneig eliminatori, que constava de dos matxs (una mica més llargs a les rondes finals), amb desempat de matxs amb escacs ràpids i blitz si calgués. Aquest format s'havia fet abans en tornejos, però mai a nivell del títol mundial.

## Polèmiques
Els avantatges del nou format eren:
- Evitava un cicle llarg i acabava en un mes aproximadament. Tot això es podria fer en un mateix lloc, no tindria els problemes de programació que havien assetjat alguns cicles de campionat del món anteriors. Cada ronda es podia jugar en 3 dies (un dia per a cada joc normal de control de temps i un per als desempats).
- Es podrien incloure més jugadors (fins a 128).
- No hi havia privilegis especials per al campió titular o els jugadors cap de sèrie (tot i que alguns es van conservar en els campionats anteriors, aquests van ser completament eliminats més tard).

Els opositors van assenyalar els inconvenients del format:
- Els matxs curts (només dues partides a les primeres rondes) deixaven massa a l'atzar: el jugador més fort podria equivocar-se en una partida i seria difícil recuperar-se d'un mal començament. (Molts matxs del campionat del món i dels candidats els havia guanyat el jugador que es va recuperar d'una derrota primerenca).
- També es va veure que els playoffs ràpids es deixaven massa a l'atzar: la força als escacs ràpids no és la mateixa que la força als escacs amb controls de temps normals.
- Aquestes dues primeres consideracions, en conjunt, significaven que hi havia una probabilitat molt alta que el millor jugador no guanyés, o fins i tot que un complet estrany pogués guanyar, van argumentar els oponents.
- Algunes persones van creure que s'hauria de preservar la tradició del campió a la final, de manera que un nou campió només pogués ser campió derrotant l'anterior campió.

En negar-se a participar, Garri Kaspàrov va escriure: " En els escacs, la tradició de jugar pel TÍTOL MUNDIAL oficial té 111 anys i reconeix la tradició mil·lenària d'un matx entre el TITULAR del títol i l'ASPIRANT. La tradició diu que aquest repte es fa de manera seriosa amb una sèrie completa de partides. El format que es proposa ataca directament a la cara de la tradició i, malauradament, banalitza el títol mundial."
Tot i guanyar el primer esdeveniment, Anatoli Kàrpov va expressar la seva disconformitat amb l'ús de desempats ràpids, comparant-lo amb l'ús d'una cursa de 100 metres com a desempat per a una marató.

### No participants destacats
- Kaspàrov, titular del títol rival PCA/Classical World fins a l'any 2000, no va reconèixer el títol de la FIDE i no va jugar en cap de les cinc proves.
- De la mateixa manera, Vladímir Kràmnik, després de guanyar el títol de Kaspàrov l'any 2000, no va jugar als esdeveniments de la FIDE després de l'any 2000.
- La temporada 1997-98, Kramnik va declinar per un motiu diferent, en protesta perquè Kàrpov fos cap de sèrie a la final.
- El 1999 Kàrpov va declinar jugar perquè el campió de la FIDE sempre havia estat cap de sèrie a la final o semifinal, però se li va obligar a entrar en segona ronda. Kàrpov tampoc va jugar en esdeveniments posteriors, però aleshores ja estava semi-retirat dels escacs de primer nivell.
- L'any 1999, Anand no va jugar perquè esperava jugar un partit contra Kaspàrov pel Campionat del Món Clàssic d'Escacs 2000, un matx que no va acabar.[3]
- Alguns jugadors es van negar a jugar el 2004 perquè era a Líbia. Vegeu Campionat del Món d'escacs de la FIDE 2004.

## Història

### Campionat del Món d'escacs de la FIDE 1998
El primer torneig eliminatori es va celebrar a finals de 1997. A més del nou format, va ser proposat per Ilyumzhinov com una manera d'unificar els dos títols mundials rivals. Per fer-ho, el campió de la FIDE Kàrpov i el campió de la PCA Kaspàrov havien de ser classificats per a les semifinals.
Kaspàrov no va voler defensar el seu títol en aquestes circumstàncies i va declinar la seva invitació.
Aleshores, el format es va modificar perquè Karpov, campió de la FIDE, passés directament a la final.
Tot el torneig excepte la final es va celebrar a Groningen el desembre de 1997. Hi va haver set rondes. Hi havia uns quants menys de 128 jugadors, amb alguns jugadors cap de sèrie a la segona ronda. Les sis primeres rondes van consistir en dues partides a control de temps normals, més desempat. La setena ronda (la semifinal) va consistir en quatre partides de control de temps normals, més desempat.
La semifinal va ser entre Viswanathan Anand i Michael Adams, i va ser guanyada per Anand.
Després, Anand va jugar contra Kàrpov a la final el gener de 1998. La final va ser al millor de 6 partides de control de temps normal, i això va quedar empatat 3-3. Després, Kàrpov va guanyar el playoff ràpid, convertint-se així en el Campió del Món d'escacs de la FIDE de 1998.
Hi va haver crítiques en el sentit que Anand mai va tenir cap oportunitat perquè Karpov estava molt més fresc que Anand, que només van tenir tres dies entre el seu matx amb Adams i el matx amb Kàrpov, mentre que Kàrpov es va classificar automàticament per a la final.

### Campionat del Món d'escacs de la FIDE 1999
El torneig de 1999 es va celebrar a Las Vegas, els mesos de juliol i agost de 1999. Kàrpov no va ser cap de sèrie a la final i es va negar a participar-hi.
Kaspàrov es va negar de nou a participar i va dir que la majoria dels participants eren "turistes".
L'esdeveniment va ser guanyat per Alexander Khalifman.
Khalifman estava classificat en el lloc 44 del món en aquell moment, i alguns ho van fer servir per comparar-lo desfavorablement amb Kaspàrov, campió de la PCA, classificat com a número 1. Khalifman va dir després del torneig: "El sistema de classificació funciona perfectament per als jugadors que juguen només en esdeveniments tancats. Crec que la majoria estan sobrevalorats. Els organitzadors conviden les mateixes persones una vegada i una altra perquè tenen la mateixa puntuació i la seva puntuació es manté alta". Potser com a resposta, Khalifman va ser convidat al següent torneig d'escacs de Linares, i va actuar de manera reeixida (tot i que es va situar per sota del guanyador conjunt Kaspàrov).

### Campionat del Món d'escacs de la FIDE 2000
Aquest esdeveniment es va jugar entre novembre i desembre de 2000. Vladímir Kràmnik havia derrotat recentment Kaspàrov pel títol mundial de Kaspàrov (vegeu Campionat del món clàssic d'escacs 2000), i cap d'aquests jugadors va participar.
L'esdeveniment va ser guanyat de manera convincent per Anand, que només va haver de jugar el desempat a ràpides una vegada. Aquesta va ser la primera vegada que el millor jugador guanyava l'esdeveniment (la 1997-98 Anand va ser el millor valorat, seguit de Kàrpov).

### Campionat del Món d'escacs de la FIDE 2002
Aquest esdeveniment va ser guanyat per Ruslan Ponomariov.

### Campionat del Món d'escacs de la FIDE 2004
L'esdeveniment va ser guanyat per Rustam Kassimdjanov.

## Canvi de format
La FIDE va abandonar el format eliminatòria l'any 2005, i va executar el Campionat del Món d'escacs de la FIDE 2005 com a un torneig de 8 jugadors i doble volta.
No obstant això, la FIDE encara va celebrar un torneig eliminatori el 2005 anomenat "Copa del Món FIDE", com a primera fase de classificació per al Campionat del Món d'escacs de la FIDE 2007. Aproximadament ocupa el lloc dels antics tornejos interzonals, amb els 10 millors classificats classificats per al Torneig de Candidats de 2007.

## Conseqüències
El campionat del món es va reunificar finalment el 2006, quan el campió clàssic Vladímir Kràmnik (que havia derrotat Garri Kaspàrov el 2000) va derrotar el guanyador del Campionat del Món d'escacs de la FIDE 2005, Vesselín Topàlov. Des d'aleshores el campionat s'ha decidit, com fins ara, en un matx final entre el vigent campió i un rival determinat pel Torneig de Candidats.